# UBE2E2
UBE2E2‏ (Ubiquitin conjugating enzyme E2 E2) هوَ بروتين يُشَفر بواسطة جين UBE2E2 في الإنسان.